# Porterville (Kalifornien)
Porterville ist eine Stadt im Tulare County im US-Bundesstaat Kalifornien der Vereinigten Staaten. Das U.S. Census Bureau hat bei der Volkszählung 2020 eine Einwohnerzahl von 62.623 ermittelt.
Die geographischen Koordinaten sind: 36,06° Nord, 119,03° West. Das Stadtgebiet hat eine Größe von 36,4 km².
Auch Porterville ist, wie viele Städte in Kalifornien, von anhaltender Dürre betroffen.
Die Stadt ist Ausgangspunkt zu Ausflugsfahrten in den Sequoia National Forest.

## Persönlichkeiten
- Barbara Baxley (1923–1990), Schauspielerin
- Rick Owens (1961-*), Designer